# Michael P. Kube-McDowell
Pour les articles homonymes, voir Michael McDowell, Kube et McDowell.
Œuvres principales
- Projet Diaspora
- Trilogie La Crise de la flotte noire

Michael Paul Kube-McDowell, né le 29 août 1954 à Philadelphie en Pennsylvanie, est un écrivain de science-fiction américain.

## Biographie
Michael P. Kube-McDowell a été nommé au prix Hugo du meilleur roman 1991 pour Projet Diaspora et au prix Philip-K.-Dick 1985 pour Emprise.

## Œuvres

### SérieThe Trigon Disunity
1. (en) Emprise, 1985
2. (en) Enigma, 1986
3. (en) Empery, 1987

### UniversStar Wars

#### SérieLa Crise de la flotte noire
1. La tempête approche, Fleuve noir, coll. « Star Wars » no 4, 1999 ((en) Before the Storm, 1996)  (ISBN 2-265-06727-X)
2. Le Bouclier furtif, Fleuve noir, coll. « Star Wars » no 5, 1999 ((en) Shield of Lies, 1996)  (ISBN 2-265-06726-1)
3. Le Défi du tyran, Fleuve noir, coll. « Star Wars » no 6, 1999 ((en) Tyrant's Test, 1996)  (ISBN 2-265-07458-6)

### Romans indépendants
- (en) Alternities, 1988
- Projet Diaspora, J'ai lu, 1993 ((en) The Quiet Pools, 1990)
- Exilé, J'ai lu, 1994 ((en) Exile, 1992)
- Le Feu aux poudres ((en) The Trigger, 1999)Écrit avec Arthur C. Clarke.
  1. La Détente, Éditions du Rocher, 2001
  2. L'Enrayeur, Éditions du Rocher, 2002
- (en) Vectors, 2002

### Romans pour jeunes adultes
- Odyssée ((en) Isaac Asimov's Robot City: Odyssey, 1987)in volume La Cité des Robots d'Isaac Asimov - 1 aux éditions J'ai lu, 1989
- (en) Thieves of Light, 1987Écrit sous le pseudonyme Michael Hudson

### Nouvelle
- Quand passe l'hiver, 1986 ((en) When Winter Ends, 1985)in revue Fiction no 371 aux éditions OPTA